# Santa Cruz de Olorde
Santa Cruz de Olorde fue un municipio español de la provincia de Barcelona.

## Historia
Hacia finales del siglo XIX, el lugar, por entonces con ayuntamiento propio, tenía contabilizada una población de 272 habitantes. Aparece descrito en el noveno volumen del Diccionario geográfico, estadístico, histórico, biográfico, postal, municipal, marítimo y eclesiástico de España y sus posesiones de ultramar de Pablo Riera y Sans con las siguientes palabras:

SANTA CRUZ DE OLORDE ó SANTA CREU DE OLORDE.—L. con ayunt., al que se hallan agreg. 51 cas. y grupos, edif., viv. y alb. ais. Cuenta con 272 hab. y 88 edif., de los que 2 están habitados temporalmente y 29 inhabitados; pero por los datos facilitados por el señor Secretario de este ayunt., refiriéndose al padron de 1885, tiene 204 hab.Org. civ. Corresponde á la prov. de Barcelona, al dist. de Villanueva para las elecciones de diputados provinciales y al de San Felío de Llobregat para las de Córtes.-Org. mil. C. G. de Cataluña y G. M. de Barcelona.- Org. ecle. Pertenece á la dióc. de Barcelona, al arciprestazgo de San Felío y tiene iglesia parroquial, bajo la advocacion de la Santa Cruz, cuyo curato es rural de 2ª.—-Org. Jud. Hállase adscrito al part. jud. de San Felío de Llobregat y á las aud. de lo criminal y territ. de Barcelona, distando del primer punto 4 k. y 11 del último.-Org. econ. Para el pago de contr. depende de la Delegacion de Hacienda de su prov., habiendo ascendido su presupuesto municipal en el ejercicio económico de 1885-86, á 7,5940 pts., nivelados gastos é ingresos.— S. púb. Recibe y expide la corr. por la A. de Valencia á Barcelona, estacion, esf. y pt. de San Felío de Llobregat.- Ob. púb. y med. de com. Para verificar sus transportes y relacionarse con los pueblos limítrofes, cuenta con varios caminos vecinales, carreteros y de herradura, en regular estado de conservacion.Ins. púb. De fondos municipales se costea una escuela incompleta para niños de ambos sexos, á la que asiste un total de alumnos proporcional al número de vec.— Art., of., ind. La ind. más importante es la agrícola y las que con ella se relacionan, dedicándose algunos de sus moradores á las profesiones y of. mecánicos de más reconocida utilidad.— Pob. Ninguna particularidad ofrece el insignificante número de edif. que forman la pob. propiamente dicha, que están reducidos á 3. Los demás de que se compone el ayunt., hállanse diseminados por todo el tér. municipal, siendo por lo general de construccion sencilla, por lo cual no hacen más que responder mejor ó peor á las necesidades de sus moradores. La iglesia parroquial y casa en que el ayunt. celebra sus sesiones, que son los mejores, se hallan en el mismo caso, es decir, que se concretan única y exclusivamente á llenar el objeto á que se les ha destinado. El vecindario se halla perfectamente abastecido de aguas para todos los usos domésticos, surtiéndose al efecto de las diferentes fuentes que en el tér. existen. Celébranse varias fiestas pero la principal es la que tiene lugar el día de su santo Patrono.-Sit. geog. y top. En terreno montuoso, disfrutando de libre ventilacion y clima templado y regularmente saludable, encuéntrase situado el l. que nos ocupa, á cuyo tér. municipal sirven delímites por los cuatro puntos cardinales los de San Cugat del Vallés, Papiol, Molins de Rey, Vallvidrera y San Felío de Llobregat, comprendiendo en el espacio que éstos abrazan algunos montes, de propiedad particular, poblados de encinas, pinos y matorrales. El terreno, que participa de llano y monte es de regular calidad, consistiendo sus prod. en granos, vino, frutas, cáñamo y pastos, merced á los cuales se mantiene ganado de varias clases, no escaseando la caza de conejos y perdices.
(Riera y Sans, 1886, p. 527)

El municipio de Santa Cruz de Olorde desapareció de cara al censo de España de 1920, al integrarse por partes en los de Molins de Rey, San Feliu de Llobregat y Sarriá.

## Demografía
| Gráfica de evolución demográfica de Santa Cruz de Olorde entre 1842 y 1910 |
| |
| Población de derecho según los censos de población del INE. Población de hecho según los censos de población del INE.Entre el censo de 1920 y el anterior, este municipio desaparece porque se integra por partes en los municipios Molins del Rey, San Feliú de Llobregat y Sarriá. |